# Lingua meščëra
La lingua meščëra era una lingua ugrofinnica parlata dalle tribù meščëra in quello che oggi è il bacino del fiume Oka all'incirca nell'area centrale della Russia europea. Non si sa quasi niente di questa lingua, ma era probabilmente strettamente imparentata alla lingua mokša e a quella erza. La lingua meščëra si estinse probabilmente nel XVI secolo.

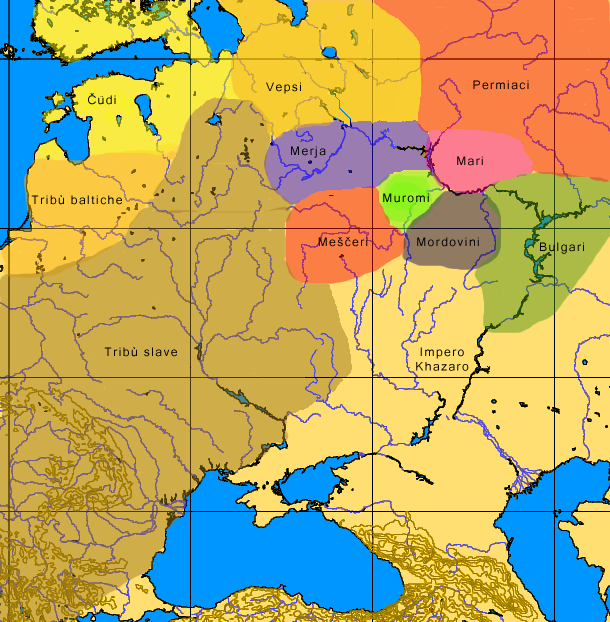
Una mappa approssimativa delle culture non varangiane nella Russia europea, nel IX secolo. La regione meščëra è in rosso.